# Bogdan Mirică
Bogdan Mirică (né le 18 avril 1978 à Bucarest) est un scénariste et réalisateur de film roumain. Son film, Dogs (Câini) a été primé en 2016 lors du Festival International du Film de Cannes.

## Biographie
Bogdan Mirica est diplômé de la faculté de journalisme et de communication de l'université de Bucarest. Il a travaillé comme éditeur, rédacteur et romancier jusqu'en 2005 puis a étudié l'écriture de scénarios et la production cinématographique à l'université de Westminster à Londres, avant de commencer une carrière dans le cinéma. Il fait ses débuts en tant que lecteur de scripts pour les Studios Slingshot, puis travaille pour MediaPro Pictures. Après avoir écrit quelques scénarios (Ho Ho Ho, Las Fierbinți et 180), il réalise son premier film : Bora Bora. Le court-métrage est plébiscité lors du Festival Premiers plans à Angers, il obtient un prix au Festival international du film de Transylvanie et il est sélectionné pour les festivals de Locarno et de Varsovie.
En 2016, son long-métrage  Dogs est présenté au Festival international du film de Transylvanie (TIFF) où il remporte un prix et au Festival International du film de Cannes où il obtient le prix de la Fédération internationale de la presse cinématographique (FIPRESCI), dans la section Un certain regard.

## Filmographie

### Réalisateur
- 2010 : Junkie
- 2011 : Bora Bora (court métrage)
- 2012 : Hot Shorts
- 2014 : Umbre
- 2016 : Dogs (Câini), primé sur scénario dans le cadre de l'Aide à la Création de la Fondation Gan pour le Cinéma en 2014[4].
- 2023 : Boss

### Scénariste
- 180, 2007
- Ho Ho Ho, 2009
- Junkie, 2010
- Bora Bora, 2011
- Las Fierbinți, 2012
- Umbre, 2014
- Dogs (Câini), 2016[5]

## Publication
- Bestseller, ed. Humanitas, 2005